# Proinsias Stagg
Proinsias Stagg (ingl. Frank Stagg; Hollymount, 4 ottobre 1942 – Wakefield Prison, 12 febbraio 1976) è stato un attivista irlandese, volontario della Provisional Irish Republican Army. Morì in una prigione inglese a seguito di uno sciopero della fame di 62 giorni.